# Symeon Młocki
Symeon Młocki herbu Prawdzic (zm. w 1804 roku) – duchowny greckokatolicki.

## Życiorys
Wybrany 19 września 1779 na biskupa włodzimiersko-brzeskiego. Święceń biskupich udzielił mu Gedeon Horbacki, któremu asystowali Cyprian Stecki i Franciszek Komornicki. W 1790 wziął udział w spotkaniu w Warszawie, dotyczącego sytuacji cerkwi greckokatolickiej. 20 września 1792, wraz z innymi unickimi biskupami sygnował list, protestujący przeciwko ustanowieniu nowej prawosławnej eparchii. Usunięty 6 września 1795 w związku z likwidacją eparchii, otrzymał roczna rentę 3000 rubli. W 1804 wyjechał na leczenie do Galicji i tam prawdopodobnie zmarł.
Odznaczony Orderem Świętego Stanisława w 1780 roku.